# مارك ويلسون (موسيقي)
مارك ويلسون (بالإنجليزية: Mark Wilson)‏ هو موسيقي أسترالي، ولد في 1980.

## وصلات خارجية
- مارك ويلسون على موقع ميوزك برينز (الإنجليزية)
- مارك ويلسون على موقع ديسكوغز (الإنجليزية)